# Hoàng Thùy
Hoàng Thùy (tên thật Hoàng Thị Thùy, sinh ngày 15 tháng 3 năm 1992 tại Thanh Hóa) là một siêu mẫu kiêm huấn luyện viên và giám khảo người Việt Nam, từng đạt giải quán quân Vietnam's Next Top Model 2011, Á hậu 1 Hoa hậu Hoàn vũ Việt Nam 2017,  và đại diện Việt Nam tại Hoa hậu Hoàn vũ 2019 với thành tích Top 20. Cô lọt Top 5000 người mẫu toàn cầu (tính đến tháng 8 năm 2022) của Fashion Model Directory, một trong những trang cơ sở dữ liệu trực tuyến về thời trang lớn nhất thế giới, là người mẫu Việt Nam đầu tiên và duy nhất cho đến hiện tại xuất hiện trên hai tạp chí danh tiếng của Anh như Elle, Grazia.

## Tiểu sử
Hoàng Thùy sinh ra và lớn lên tại xã Trúc Lâm, huyện Tĩnh Gia (nay là phường Trúc Lâm), tỉnh Thanh Hóa trong một gia đình có nhiều anh chị em. Cô có một người chị gái tên Hoàng Ngọc, từng tham gia Vietnam's Next Top Model 2010 nhưng không lọt vào Top 15 và một người em gái tên Hoàng Thị Linh, là thí sinh tham gia Hoa hậu Hoàn vũ Việt Nam 2019 nhưng dừng chân sớm và không lọt vào Top 60. Cô là một tín đồ Công giáo Việt Nam và từng hoạt động trong ca đoàn Nhà thờ chính tòa Đức Bà Sài Gòn.
Cô tốt nghiệp Trung học Phổ thông tại Trường Trung học phổ thông Tĩnh Gia I năm 2010. Năm 2011, Thùy tham gia và chiến thắng cuộc thi mùa thứ hai của loạt chương trình truyền hình thực tế tìm kiếm người mẫu Vietnam's Next Top Model khi đang là sinh viên theo học tại Trường Đại học Kiến trúc Hà Nội, đánh dấu một bước quan trọng trong sự nghiệp người mẫu của cô.
Năm 2016, cô đăng ký theo học chuyên ngành thiết kế thời trang tại trường Đại học Mỹ thuật Luân Đôn.

## Sự nghiệp

### Năm 2011: Chiến thắngVietnam's Next Top Model
Đầu tháng 10 năm 2011, Hoàng Thùy đăng kí tham gia sơ tuyển cuộc thi truyền hình thực tế tìm kiếm người mẫu Vietnam's Next Top Model mùa thứ hai và lọt vào Top 11 thí sinh xuất sắc nhất của vòng sơ khảo khu vực phía bắc. Chia sẻ với báo Công an nhân dân, cô cho biết mình chưa bao giờ có ý định trở thành người mẫu cho đến khi đã bước vào ngưỡng cửa đại học mặc dù sở hữu chiều cao lí tưởng từ khi còn bé, trước khi tham gia cuộc thi, cô cũng đã có một chút kinh nghiệm trên sàn diễn. Kết quả, sau 13 tuần và vượt qua hơn 2000 thí sinh, Hoàng Thùy xuất sắc giành được ngôi vị cao nhất của cuộc thi, đăng quang Vietnam's Next Top Model 2011.
Xuyên suốt quá trình phát sóng, cô được ban giám khảo và nhiều cá nhân trong giới chuyên môn đánh giá cao về khả năng và hình tượng của mình. Trước đêm chung kết, hoa hậu Ngọc Hân nhận xét Hoàng Thùy có một khuôn mặt lạ, góc cạnh, cá tính và chọn cô là người xứng đáng nhất để trở thành quán quân, người mẫu Võ Hoàng Yến cho biết cô đánh giá cao Hoàng Thùy ngay từ đầu và cho rằng Thùy xứng đáng chiến thắng tại mùa giải.
Năm 2015, trong một cuộc phỏng vấn với tạp chí Variety của Mỹ, siêu mẫu Tyra Banks, mẹ đẻ của loạt phiên bản Top Model nổi tiếng, đã chia sẻ rằng Hoàng Thùy được đích thân cô chọn làm quán quân của cuộc thi vì cô tin rằng Hoàng Thùy sẽ vươn xa ra thị trường quốc tế, theo Tyra, Thùy có một gương mặt chinh phục hoàn toàn cô và đã khiến cô yêu cầu ban tổ chức cung cấp toàn bộ video, hình ảnh của Thùy trong cuộc thi và cô đã xem chúng rất nhiều lần. Trước đó, cô cũng từng nhiều lần tiết lộ về quyết định chọn quán quân của mình với báo chí Việt Nam:
"Tôi không ngờ chúng ta lại có gương mặt có tố chất sáng giá như vậy. Tôi đánh giá cao khả năng biểu đạt của Hoàng Thùy. Cô có gương mặt ấn tượng cũng như khả năng biểu cảm tốt tuy có đôi lúc hơi cứng. Nhưng nhìn chung, Hoàng Thùy là người mẫu có nhiều cơ hội thành công."— Siêu mẫu Tyra Banks

"Hoàng Thùy là cô gái luôn giữ được vẻ tự nhiên trong tính cách lẫn cá tính của mình. Thùy đã có chút kinh nghiệm trên sàn diễn trước khi đến với cuộc thi. Cô ấy không bao giờ bỏ cuộc và luôn giữ cá tính riêng. Đặc biệt nhất ở Thùy có vẻ đẹp của một người mẫu phù hợp với làng thời trang cao cấp."— Siêu mẫu Tyra Banks trong buổi họp báo ngày 8 tháng 1 năm 2012

### Năm 2012–2013: Chuyển mình trong vai trò người mẫu quảng cáo
Tháng 2 năm 2012, cô cùng người mẫu Tuyết Lan đồng hành sang New York để tham gia buổi tuyển chọn mẫu cho đêm diễn của những nhà thiết kế hàng đầu thế giới. Tại đây, Hoàng Thùy tham gia New York Couture Fashion Week và được chọn trình diễn trong 3 buổi diễn, cũng là bước đệm đầu tiên cho sự nghiệp của cô tại thị trường quốc tế.
Tháng 3, Hoàng Thùy đại diện Việt Nam tham gia Top Model of the World, một trong những cuộc thi người mẫu dưới hình thức sân khấu đấu trường lớn nhất thế giới tại thời điểm đó, diễn ra tại Berlin, Đức. Kết quả, cô dừng chân tại Top 15, nhận giải thưởng Best Catwalk. Sau cuộc thi, Thùy lọt vào danh sách mười siêu mẫu trẻ triển vọng của thế giới do tạp chí Top Model bình chọn. Ngày 11 tháng 1, Hoàng Thùy được vinh danh tại hạng mục Người mẫu xuất sắc nhất năm 2012 trong khuôn khổ lễ trao giải Best People Awards do tạp chí F tổ chức nhằm tôn vinh những thành quả và cống hiến của các nhà thiết kế cũng như người mẫu dành cho làng thời trang Việt Nam.
Năm 2013 đánh dấu bước chuyển mình của Hoàng Thùy với vai trò một người mẫu quảng cáo khi cô tham gia chiến dịch quảng bá dòng điện thoại thông minh mới Samsung Galaxy Note 3, một trong những sự kiện xúc tiến thương mại cốt lõi của Samsung nửa đầu thập niên 2010, với tư cách người ảnh hưởng chính (KOL). Không chỉ đóng chính trong phim quảng cáo của sản phẩm, cô còn xuất hiện với vai trò vedette trong bộ sưu tập thời trang quảng bá cho Galaxy Note 3 của nhà thiết kế Đỗ Mạnh Cường.
Cuối tháng 12, Hoàng Thùy được trang báo điện tử ngoisao.net vinh danh ở hạng mục 5 gương mặt người mẫu thế hệ mới nổi bật nhất của năm cùng bốn người mẫu Thùy Dương, Tuyết Lan, Trang Khiếu và Minh Triệu.

### Năm 2014–2016:Tuần lễ Thời trang Luân Đôn,Tuần lễ Thời trang New YorkvàPRM Models
Đầu năm 2014, Hoàng Thùy chuyển hướng tấn công các sàn diễn quốc tế, cô khởi đầu với Tuần lễ Thời trang Luân Đôn mùa Thu/Đông và góp mặt trong các bộ sưu tập của nhiều nhà thiết kế nổi tiếng như Jean-Pierre Braganza, Haizhen Wang,..., tiêu biểu trong số đó là phần trình diễn đến từ thương hiệu Palmer Harding, với bộ sưu tập thời trang được cập nhật trực tiếp lên trang web chính của tạp chí Vogue danh tiếng hàng đầu nước Anh, và được phát lại trên chuyên mục thời trang của Fashion TV, một trong những kênh truyền hình về thời trang hàng đầu thế giới. Cô tiếp tục trình diễn trong 3 buổi diễn khác tại Tuần lễ Thời trang Luân Đôn mùa Xuân/Hè vào tháng 9, năm 2014 và sau đó lần lượt là Tuần lễ Thời trang New York và Tuần lễ Thời trang Quốc tế Việt Nam, đồng thời lập thành tích người mẫu có số lần trình diễn vedette nhiều nhất tại Tuần lễ Thời trang Quốc tế Việt Nam 2014.
Đầu tháng 10, sau đêm diễn cho thương hiệu nổi tiếng Kokon to Zai tại Anh, Hoàng Thùy tiếp tục được mời chụp lookbook quảng bá thương hiệu, hình ảnh Thùy trong trang phục hiện đại kết hợp với nón lá Việt Nam được chọn xuất hiện trên một số của tạp chí Ketchup MAG (Hồng Kông). Cuối năm, cô được mời làm huấn luyện viên catwalk cho Fashionista Vietnam, cuộc thi dành cho tín đồ thời trang đầu tiên tại Việt Nam. Năm 2015, Hoàng Thùy trở lại Hoa Kỳ để chinh phục loạt sự kiện tuần lễ thời trang quốc tế. Với sự trở lại lần này, cô ghi tên mình vào 7 buổi diễn của các nhà thiết kế nổi tiếng tại Mercedes-Benz Fashion Week thuộc khuôn khổ Tuần lễ Thời trang New York. Cuối tháng 5, cô được mời làm giám khảo tuyển chọn thí sinh cho chương trình Vietnam's Next Top Model mùa thứ 6. Tháng 9 năm 2015, Hoàng Thùy đầu quân cho công ty quản lý người mẫu quốc tế PRM Models Agency tại Anh. Với sự giúp đỡ của công ty, Thùy đã tiếp tục thi tuyển chọn và tham diễn một số show diễn thuộc khuôn khổ Tuần lễ Thời trang Luân Đôn sau đó. Ngày 8 tháng 12 năm 2015, cô trình diễn tại The Clothes Show, một chương trình nghệ thuật quy mô và lâu đời ở Anh. Đặc biệt, cô còn là người mẫu châu Á duy nhất trong tổng số vỏn vẹn 30 người mẫu được chọn qua vòng tuyển chọn gay gắt để xuất hiện trong đêm diễn.
Nhằm công nhận những thành quả mà Quán quân Vietnam's Next Top Model đạt được trong nhiều năm, tạp chí Forbes Vietnam đã vinh danh Hoàng Thùy trong danh sách ba mươi nhân vật trẻ dưới 30 tuổi nổi bật và có ảnh hưởng nhất của năm (Forbes 30 Under 30) được công bố vào ngày 2 tháng 2. Cô là người mẫu duy nhất có tên trong hạng mục của năm 2015 nói riêng và cũng là người mẫu duy nhất đến cả hiện tại được góp mặt trong danh sách này của Forbes. Cùng năm, Hoàng Thùy nhận thêm một đề cử tại giải thưởng Người mẫu xuất sắc nhất của năm của HTV Awards, sau vòng bình chọn của khán giả, cô lọt vào Top 3 và tranh giải cùng Thanh Hằng, Trang Khiếu. Chung cuộc giải thưởng thuộc về người mẫu Thanh Hằng.
Đầu năm 2016, Hoàng Thùy tiếp tục bay đến Anh để góp mặt trong Pure London Fashion Show 2016, điểm đến thời trang quy tụ hơn 300 thương hiệu lớn nhỏ khác nhau và được coi là nơi quy tụ đông đảo nhất của giới mộ điệu Anh hằng năm, và sau đó quay lại Tuần lễ Thời trang Luân Đôn 2016 bằng sự góp mặt trong buổi diễn của nhà thiết kế Paul Costelloe. Cô trở thành người mẫu Việt Nam đầu tiên xuất hiện trên hai trong số các tạp chí danh giá nhất nước Anh, là Elle số tháng 1 và Grazia số đặc biệt.

### Năm 2017–2019:The Face Vietnam,Hoa hậu Hoàn vũ Việt Nam, vàHoa hậu Hoàn vũ
Tháng 2, 2017, Hoàng Thùy quay trở lại Luân Đôn để trình diễn cho Tuần lễ Thời trang Luân Đôn 2017 mùa Thu/Đông, tại đây cô được diễn cho 6 bộ sưu tập từ các nhà thiết kế và thương hiệu khác nhau.
Sau khi quay về Việt Nam, Hoàng Thùy nhận lời mời trở thành một trong ba huấn luyện viên cho chương trình Gương mặt thương hiệu Việt Nam mùa thứ 2, bên cạnh Lan Khuê và Minh Tú. Kết quả cuộc thi chiến thắng thuộc về thí sinh Nguyễn Bạch Tú Hảo – đội Lan Khuê, các thí sinh thuộc đội Hoàng Thùy lần lượt ghi danh có: Nguyễn Đặng Tường Linh đạt giải á quân; Đặng Phạm Phương Chi lọt vào Top 5; Phan Quỳnh Như và Nguyễn Thiếu Lan dừng chân tại Top 9 và 12.
Cuối năm 2017, Hoàng Thùy tham gia cuộc thi Hoa hậu Hoàn vũ Việt Nam lần thứ 3 dưới hình thức truyền hình thực tế, chương trình Tôi là Hoa hậu Hoàn Vũ Việt Nam, và đạt danh hiệu Á hậu 1 chung cuộc trong đêm chung kết diễn ra ngày 6 tháng 1 năm 2018, nhận các giải thưởng phụ: Người đẹp được yêu thích nhất; Người đẹp trình diễn đẹp nhất; Người đẹp có gương mặt đẹp nhất và Futurista Online; đồng thời là thí sinh dự thi đạt nhiều giải thưởng phụ nhất trong lịch sử cuộc thi.
Tháng 2, 2019, Hoàng Thùy được mời làm diễn giả truyền cảm hứng cho chương trình ASEAN Youth Engagement Summit 2019 tại Philippines với chủ đề Giới trẻ và những thay đổi của ASEAN trong thời đại mới. Cuối tháng 4, cô cùng Thanh Hằng trở thành đại sứ đồng hành cho Tuần lễ Thời trang Quốc tế Việt Nam 2019.
Ngày 6 tháng 5, Hoàng Thùy được bổ nhiệm làm Miss Universe Vietnam 2019, chính thức được chọn làm đại diện Việt Nam tại Hoa hậu Hoàn vũ 2019. Ngày 16 tháng 5, Thùy xuất hiện trong chương trình School Tour 2019 của đài truyền hình VTV7 trong vai trò diễn giả, trước đó cô cũng từng đến với Today's Voice Unitour 2018 do Đại học Sài Gòn tổ chức trong vai trò tương tự. Ngày 11 tháng 10, Hoàng Thùy tổ chức một đêm diễn thời trang nhỏ mang tên "We are Enough" nhằm hướng đến truyền cảm hứng cho các bệnh nhân ung thư. Tháng 10, cô được mời làm chủ trì và giám khảo cho chương trình truyền hình thực tế Tôi là Hoa hậu Hoàn Vũ Việt Nam nhằm tìm kiếm Hoa hậu Hoàn vũ Việt Nam 2019.
Ngày 25 tháng 11, cô bay sang Hoa Kỳ để tham dự cuộc thi Hoa hậu Hoàn vũ 2019. Đêm chung kết cuộc thi diễn ra vào ngày 9 tháng 12 tại thành phố Atlanta, tiểu bang Georgia. Kết quả chung cuộc Hoàng Thùy lọt vào Top 20 khi là một trong 5 thí sinh xuất sắc nhất được ban giám khảo chọn ra từ khu vực Châu Phi - Châu Á Thái Bình Dương. Dù được đánh giá là có màn thể hiện tốt ở các vòng thi nhưng Hoàng Thùy lại dừng chân ở top 20 khiến khán giả tiếc nuối. Mặc dù vậy, với thành tích này, cô trở thành một trong ba đại diện Việt Nam hiếm hoi được xếp hạng tại Hoa hậu Hoàn vũ, bên cạnh Nguyễn Thùy Lâm vào năm 2008, H'Hen Niê vào năm 2018 và Nguyễn Trần Khánh Vân vào năm 2020. Ngoài ra, đây cũng là lần đầu tiên một đại diện Việt Nam được xếp hạng khi Hoa hậu Hoàn vũ được tổ chức tại Hoa Kỳ (các đại diện trước đó của Việt Nam là Lưu Thị Diễm Hương, Phạm Thị Hương và Nguyễn Thị Loan đều ra về mà không được xếp hạng). Hoàng Thùy cũng là đại diện Việt Nam đầu tiên mang danh hiệu Á hậu quốc gia được xếp hạng tại Hoa hậu Hoàn vũ. Trước đó, cả Nguyễn Thùy Lâm và H'Hen Niê và sau này là Nguyễn Trần Khánh Vân đều đến Hoa hậu Hoàn vũ với tư cách là Hoa hậu Hoàn vũ Việt Nam.

### Năm 2020–nay: Hoạt động sauHoa hậu Hoàn vũ
Đầu năm 2020, Cô được trang Starmometer của Philippines xếp hạng vị trí thứ 96 trong Top 100 mỹ nhân đẹp nhất thế giới năm 2020.
Cuối năm 2020, Hoàng Thuỳ cùng  Minh Tú và Kiều Loan đảm nhiệm vai trò Mentor (huấn luyện viên) của cuộc thi Hoa hậu Chuyển giới Việt Nam 2020 để tìm ra người đại diện Việt Nam tham dự Hoa hậu Chuyển giới Quốc tế, học trò của Hoàng Thuỳ là Lương Mỹ Kỳ và Nguyễn Phạm Tường Vi xuất sắc đạt danh hiệu Á hậu 1 và Á hậu 2 của cuộc thi.
Năm 2021, Hoàng Thùy bất ngờ tham gia cuộc thi âm nhạc Trời Sinh Một Cặp, với sự cố gắng hết mình, nghiêm túc qua từng vòng thi, Hoàng Thùy đạt giải Á quân của cuộc thi.
Ngoài ra cô còn là giám khảo chính thức của các cuộc thi sắc đẹp như Hoa hậu Siêu Quốc Gia Việt Nam, Hoa hậu Môi Trường Việt Nam, Hoa hậu Quý Bà Việt Nam.
Hoàng Thùy bắt đầu tham gia trở lại các chương trình THTT như Giám khảo Mister VietNam, Supporter The next Gentleman.
Ngoài ra cô còn có bộ hình thời trang quảng bá cho bộ sưu tập mới nhất của NTK Chung Thanh Phong.

## Danh sách giải thưởng

### Thành tích từ cuộc thi
- Quán quân Vietnam's Next Top Model 2011
- Top 15 Người mẫu Hàng đầu Thế giới 2012
  - Giải thưởng Best Catwalk
- Á hậu 1 Hoa hậu Hoàn vũ Việt Nam 2017
  - Giải thưởng Best Face
  - Giải thưởng Best Catwalk
  - Giải thưởng Người đẹp được yêu thích nhất
- Top 20 Hoa hậu Hoàn vũ 2019
- Á quân Trời sinh Một cặp 2022

### Giải thưởng và đề cử
| Năm  | Giải thưởng                    | Hạng mục                                     | Kết quả   | Ghi chú |
| ---- | ------------------------------ | -------------------------------------------- | --------- | ------- |
| 2012 | VMBB Model Awards              | Người mẫu xuất sắc nhất năm                  | Top 5     | [ 75 ]  |
| 2012 | Ngôi sao của năm               | Người mẫu xuất sắc nhất năm                  | Top 3     | [ 76 ]  |
| 2012 | Best People Awards (Tạp chí F) | Người mẫu xuất sắc nhất năm                  | Đoạt giải | [ 77 ]  |
| 2015 | Forbes 30 Under 30             | 30 nhân vật trẻ tuổi tiêu biểu xuất sắc nhất | Đoạt giải | [ 78 ]  |
| 2015 | HTV Awards                     | Người mẫu xuất sắc nhất năm                  | Top 3     | [ 79 ]  |
| 2016 | ELLE Style Awards              | Biểu tượng thời trang của năm                | Top 5     | [ 80 ]  |
| 2017 | WeChoice Awards                | Đại sứ truyền cảm hứng của năm               | Đề cử     | [ 81 ]  |
| 2017 | WeChoice Awards                | Nhân vật truyền cảm hứng của năm             | Đoạt giải | [ 81 ]  |
| 2019 | WeChoice Awards                | Nhân vật truyền cảm hứng của năm             | Đề cử     | [ 82 ]  |
| 2019 | Ngôi sao của năm               | Mỹ nhân đẹp nhất của năm                     | Đề cử     | [ 83 ]  |
| 2019 | Ngôi sao của năm               | Extraordinary Costume                        | Đoạt giải | [ 84 ]  |
| 2020 | ELLE Beauty Awards             | Best Body of the Year                        | Đoạt giải | [ 85 ]  |

## Danh sách quảng cáo

### Tư cách đại sứ
| Năm  | Đại sứ cho                          | Thuộc                | Ghi chú            | Ref    |
| ---- | ----------------------------------- | -------------------- | ------------------ | ------ |
| 2017 | Honda SH300i                        | Honda Viet Nam       | Đại sứ thương hiệu |        |
| 2018 | Dự án Tôi chọn sống xanh            | Nam A CJSB           | Đại sứ môi trường  | [ 86 ] |
| 2018 | Ứng dụng Mobitalk                   | Mobifone             | Đại sứ thương hiệu |        |
| 2019 | Chiến dịch Mùa hè xanh              | Nam A CJSB           | Đại sứ môi trường  | [ 87 ] |
| 2019 | Tuần lễ Thời trang Quốc tế Việt Nam | Aquafina             | Đại sứ đồng hành   | [ 88 ] |
| 2019 | Dám làm điều phi thường             | Kotex                | Đại sứ thương hiệu |        |
| 2021 | X-leader: The Maze Runner           | Đại học Ngoại thương | Đại sứ đồng hành   | [ 89 ] |
| 2023 | BST Xuân Hè " "𝙔𝙤𝙪𝙣𝙜 𝙇𝙖𝙙𝙞𝙚𝙨"        | Lemino               | Đại sứ bộ sưu tập  |        |

### Phim quảng cáo
| Năm  | Brand / Tổ chức | Sản phẩm / Campaign                            | Ghi chú |
| 2013 | Samsung         | Samsung Galaxy Note 3 N900                     | [ 90 ]  |
| 2015 | LG              | LG G4                                          | [ 91 ]  |
| 2016 | Aquafina        | Aquafina 421                                   | [ 92 ]  |
| 2017 | Aquafina        | Perfect Look                                   | [ 93 ]  |
| 2018 | Aquafina        | Limited Edition                                | [ 94 ]  |
| 2018 | Nam A CJSB      | Choose To Go Green                             | [ 95 ]  |
| 2018 | Kotex           | Kotex Girlspace                                | [ 96 ]  |
| 2018 | Kotex           | Kotex Tea Tree                                 | [ 97 ]  |
| 2018 | Kotex           | Extraordinary Story                            | [ 98 ]  |
| 2019 | Oppo            | Oppo Reno 2 F Nebula Green                     | [ 99 ]  |
| 2019 | Oppo            | Oppo F11/F11 Pro 'Who am I?'                   | [ 100 ] |
| 2019 | Oppo            | Oppo F11/F11 Pro 'Who am I? I'm an endeavorer' | [ 101 ] |
| 2021 | Wacoal          | The Wacoal Women                               | [ 102 ] |
| 2023 | Lemino          | Monogram Canvas                                | [ 103 ] |

## Danh sách bìa ấn phẩm
Xuyên suốt sự nghiệp, Hoàng Thùy đã đem lại cho mình 35 bìa tạp chí tổng cộng, trong đó có 9 bìa thuộc những tạp chí hàng đầu trong nước. Cô là một trong những người mẫu có số lượng bìa tạp chí nhiều nhất tại Việt Nam, bên cạnh Thanh Hằng, Võ Hoàng Yến, Trang Khiếu, Thùy Dương, Trang Nguyễn và Mâu Thủy.

### Tạp chí tiêu biểu
- : Tứ đại Tạp chí Việt Nam (2010–2015) (Đẹp, Elle, Harper's Bazaar, Cosmopolitan)
- : Tứ đại Tạp chí Việt Nam (2015–nay) (Đẹp, Elle, Harper's Bazaar, L'Officiel)

| Năm  | Tạp chí                  | Tháng |         |
| 2012 | Her World                | 02    | [ 104 ] |
| 2012 | Thể thao và Văn hóa      | 02    | [ 105 ] |
| 2012 | Hoa học trò              | 02    | [ 106 ] |
| 2012 | Người đẹp                | 03    | [ 107 ] |
| 2012 | Sành điệu                | 04    | [ 108 ] |
| 2012 | Du lịch Giải trí         | 04    | [ 109 ] |
| 2012 | Thế giới Người nổi tiếng | 05    | [ 110 ] |
| 2012 | Travellive               | 06    | [ 104 ] |
| 2012 | Cosmopolitan             | 07    | [ 104 ] |
| 2012 | Đẹp                      | 07    | [ 111 ] |
| 2012 | Her World                | 12    | [ 112 ] |
| 2013 | New Fashion              | 01    | [ 113 ] |
| 2013 | Đẹp                      | 10    | [ 114 ] |
| 2014 | Đẹp                      | 07    | [ 115 ] |
| 2014 | Đẹp                      | 09    | [ 116 ] |
| 2015 | Forbes                   | 02    | [ 117 ] |
| 2015 | F Magazine               | 09    | [ 112 ] |
| 2015 | Style                    | 09    | [ 118 ] |
| 2015 | Her World                | 10    | [ 119 ] |
| 2015 | Elle                     | SP    | [ 112 ] |
| 2016 | Elle                     | 04    | [ 120 ] |
| 2016 | Harper's Bazaar          | 07    | [ 121 ] |
| 2019 | Harper's Bazaar          | 09    | [ 122 ] |

## Danh sách buổi biểu diễn
Hoàng Thùy chính thức lên hàng VEDETTE từ năm 2012 sau khi giành chiến thắng tại Vietnam's Next Top Model mùa thứ hai, tính đến hiện tại cô diễn hơn 120 show vị trí Vedette - First Face, 
| Năm  | Vị trí           | Bộ sưu tập                              | Khuôn khổ                                        | Nhà thiết kế (Thương hiệu)                         | Ref             |
| ---- | ---------------- | --------------------------------------- | ------------------------------------------------ | -------------------------------------------------- | --------------- |
| 2011 | First face       |                                         | BeU Fashion Show tại Singapore                   |                                                    | [ 123 ]         |
| 2012 | First face       | BST Kelly Bùi                           | Lung linh sắc Việt                               | Kelly Bùi                                          | [ 124 ]         |
| 2012 | First face       | BST Thu Đông                            | Bonmua Fall/Winter Fashion Show                  | Hiệu Bonmua                                        | [ 125 ]         |
| 2012 | Model            | BST Andres Aquino                       | New York Couture Fashion Week                    | Andres Aquino                                      | [ 126 ]         |
| 2012 | Model            | Terry Stevens Collection                | New York Couture Fashion Week                    | Terry Stevens                                      | [ 127 ]         |
| 2012 | Model            | Edwing D'Angelo Collection              | New York Couture Fashion Week                    | Edwing D'Angelo                                    | [ 127 ]         |
| 2012 | Model            | Adrian Alicea Collection                | New York Couture Fashion Week                    | Adrian Alicea                                      | [ 128 ]         |
| 2012 | Vedette          | Laurel DeWitt Collection                | New York Couture Fashion Week                    | Laurel DeWitt                                      | [ 129 ]         |
| 2012 | Model            | BST áo dài cưới Việt Hùng & Thái Nguyễn | Paris By Night 106 - Lụa                         | Việt Hùng & Thái Nguyễn                            | [ 130 ]         |
| 2012 | Vedette          | Kim Khanh Collection                    | Vietnam Designer House                           | Kim Khánh                                          | [ 131 ]         |
| 2012 | Vedette          | Van Vo Collection                       | Vietnam Designer House                           | Vân Võ                                             | [ 132 ]         |
| 2012 | Vedette          | Holiday Collection                      | Chung kết Vietnam's Next Top Model 2012          | Adrian Anh Tuấn                                    | [ 134 ]         |
| 2012 | Vedette          | Donna Karan Collection                  | Donna Karan New York Show                        | Thương hiệu DKNY                                   | [ 135 ]         |
| 2012 | Vedette          | Elise Kim Collection                    | Elle Fashion Show Fall/Winter 2012-2013          | Elise Kim                                          | [ 137 ]         |
| 2012 | Vedette          | Flying                                  | Rise-Above Fashion Show                          | Phạm Hữu Sang                                      | [ 138 ]         |
| 2012 | Vedette          | Blooming                                | Rise-Above Fashion Show                          | Ngô Khánh Vân                                      | [ 138 ]         |
| 2012 | Vedette          | Women Rock                              | Thời trang và Đam mê                             | Giao Linh                                          | [ 140 ]         |
| 2013 | First Face       | Thuy Nguyen Collection                  | Thời trang và Đam mê                             | Thủy Nguyễn                                        | [ 141 ]         |
| 2013 | First Face       | An Nhien Collection                     | Thời trang và Đam mê                             | An Nhiên                                           | [ 142 ]         |
| 2013 | Vedette          | An Nhien Collection                     | Thời trang và Đam mê                             | An Nhiên                                           | [ 142 ]         |
| 2013 | Vedette          | Eternal Passion                         | Thời trang và Đam mê                             | Phan Anh Tuấn                                      | [ 143 ]         |
| 2013 | Vedette          | Aura                                    | Thời trang và Đam mê                             | Nguyên Sang                                        | [ 145 ]         |
| 2013 | Vedette          | Stone                                   | Thời trang và Đam mê                             | Hoàng Xuân Sơn                                     | [ 146 ]         |
| 2013 | Vedette          | Thuy Nguyen Collection                  | Thời trang và Nhân vật                           | Thủy Nguyễn                                        | [ 147 ]         |
| 2013 | Vedette          | Chan Hung Collection                    | Thời trang và Nhân vật                           | Châu Chấn Hưng                                     | [ 147 ]         |
| 2013 | Vedette          | Casshew Collection                      | Thời trang và Nhân vật                           | Hiệu Casshew                                       | [ 148 ]         |
| 2013 | Vedette          | Samsung Galaxy Note 3                   | Sự kiện ra mắt Samsung Galaxy Note 3             | Đỗ Mạnh Cường                                      | [ 32 ]          |
| 2013 | Vedette          | Future Collection                       | F Fashion Show                                   | Đỗ Mạnh Cường                                      | [ 149 ]         |
| 2013 | Vedette          | IVY Senora                              | IVY Moda Show                                    | Hiệu IVY Moda                                      | [ 150 ] [ 151 ] |
| 2013 | Vedette          | Chuyển động của cánh hoa                | Chung kết Vietnam's Next Top Model 2013          | Châu Chấn Hưng                                     | [ 152 ] [ 153 ] |
| 2014 | First face       |                                         | Vietnam International Fashion Week               | Hoàng Hải                                          |                 |
| 2014 | Vedette          | Lady                                    | Vietnam International Fashion Week               | Hoàng Minh Hà                                      | [ 154 ]         |
| 2014 | Vedette          | Defined Moment Collection               | Vietnam International Fashion Week               | Thanh Nga (Defined Moment)                         | [ 155 ]         |
| 2014 | Vedette          | Frederick Lee Collection                | Vietnam International Fashion Week               | Frederick Lee                                      | [ 156 ]         |
| 2014 | Vedette          | Roj Singhakul Collection                | Vietnam International Fashion Week               | Roj Singhakul (Issue)                              | [ 157 ]         |
| 2014 | Vedette          | Fall/Winter Collection                  | Vietnam International Fashion Week               | Livia Stoianova Yassen Samouilov (On Aura Tout Vu) | [ 159 ] [ 160 ] |
| 2014 | Vedette          |                                         | Aquafina Pure Fashion Show                       | Hà Linh Thư                                        | [ 161 ]         |
| 2014 | Vedette          |                                         | Fashion Eve                                      | Lê Thanh Hòa                                       | [ 162 ]         |
| 2014 | Vedette          |                                         | ABC Aodai Show                                   | Đinh Văn Thơ                                       |                 |
| 2014 | Vedette          |                                         | Elle Fashion Show 2015 (Spring/Summer)           | Nguyễn Hoàng Tú                                    | [ 164 ]         |
| 2014 | First Face       |                                         | Elle Fashion Show 2015 (Spring/Summer)           | Lâm Gia Khang                                      |                 |
| 2014 | Vedette          | Khu vườn bí ẩn                          | Thời trang và Đam mê                             | Cao Minh Tiến                                      | [ 166 ]         |
| 2014 | Vedette          |                                         | Thời trang và Đam mê                             | Hoàng Xuân Sơn                                     | [ 167 ]         |
| 2014 | Model            |                                         | London Fashion Week 2014 (Fall/Winter)           | Haizhen Wang                                       | [ 168 ]         |
| 2014 | Model            |                                         | London Fashion Week 2014 (Fall/Winter)           | Palmer Harding                                     | [ 168 ]         |
| 2014 | Model            |                                         | London Fashion Week 2014 (Fall/Winter)           | Jean Pierre Braganza                               | [ 168 ]         |
| 2014 | Model            |                                         | London Fashion Week 2015 (Spring/Summer)         | Jean Pierre Braganza                               | [ 169 ]         |
| 2014 | Model            |                                         | London Fashion Week 2015 (Spring/Summer)         | Guynel Rustamova                                   | [ 170 ]         |
| 2014 | Model            |                                         | London Fashion Week 2015 (Spring/Summer)         | Bernard Chandran                                   | [ 170 ]         |
| 2015 | Model            | The Alcatel Onetouch                    | The Clothes Show TV - London                     |                                                    |                 |
| 2015 | Model            | Mercedes-Benz FW                        | New York Fashion Week                            | Karen Walker                                       | [ 171 ]         |
| 2015 | Model            | Mercedes-Benz FW                        | New York Fashion Week                            | Park Choon Moo                                     | [ 172 ]         |
| 2015 | Model            | Mercedes-Benz FW                        | New York Fashion Week                            | Rachel Antonoff                                    | [ 173 ]         |
| 2015 | Model            | Mercedes-Benz FW                        | New York Fashion Week                            | Ay Not Dead                                        | [ 174 ]         |
| 2015 | Model            | Mercedes-Benz FW                        | New York Fashion Week                            | John Chapter                                       | [ 174 ]         |
| 2015 | Model            | Mercedes-Benz FW                        | New York Fashion Week                            | Nina Athanasiou                                    | [ 171 ]         |
| 2015 | Model            | Mercedes-Benz FW                        | New York Fashion Week                            | Charlotte Ronson                                   | [ 171 ]         |
| 2015 | Model            | KTZ Collection                          | London Fashion Week                              | Thương hiệu KTZ                                    |                 |
| 2015 | Model            |                                         | London Fashion Week 2016 (Spring/Summer)         | Manuel Facchini                                    | [ 175 ]         |
| 2015 | Model            |                                         | London Fashion Week 2016 (Spring/Summer)         | Emilio de la Morena                                | [ 176 ]         |
| 2015 | Vedette          | Love                                    | Love Show                                        | Đỗ Mạnh Cường                                      | [ 177 ]         |
| 2016 | Model            | 2017 R2W Collection                     | London Fashion Week                              | Han Wen                                            | [ 178 ]         |
| 2016 | Model            | 2017 R2W Collection                     | London Fashion Week                              | Gabriel Vielma                                     | [ 179 ]         |
| 2016 | Model            |                                         | London Fashion Week                              | Paul-Costelloe                                     | [ 180 ]         |
| 2016 | Model            |                                         | London Fashion Week                              | Augustus Buyn                                      | [ 181 ]         |
| 2016 | Model            |                                         | London Fashion Week                              | Sid Seigum                                         | [ 182 ]         |
| 2016 | Model            |                                         | Pure London                                      | Offbeat                                            | [ 183 ]         |
| 2016 | Model            |                                         | Pure London                                      | Elemental                                          | [ 183 ]         |
| 2016 | Model            |                                         | Pure London                                      | Glamorous                                          | [ 183 ]         |
| 2016 | Model            |                                         | Pure London                                      | Phương My                                          | [ 183 ]         |
| 2016 | Vedette          | Multicolor                              | Multicolor Show                                  | Đinh Văn Thơ                                       |                 |
| 2016 | Vedette          | Resort                                  | Ha Truong Show                                   | Hà Trương                                          | [ 184 ]         |
| 2016 | Vedette          | The Modern                              | Vietnam Designer Fashion Week Spring/Summer      | Tài Lê                                             | [ 185 ]         |
| 2016 | Vedette          | The Nomad Anthem                        | Xita Fall/Winter Fashion Show                    | Katy Nguyễn (Xita)                                 | [ 186 ]         |
| 2016 | Vedette          | Desert Storm                            | Vietnam International Fashion Week Fall/Winter   | Đoàn Thu Hòa (21SIX)                               | [ 187 ]         |
| 2016 | Vedette          | Femme                                   | Vietnam International Fashion Week               | Claret Giang Lê                                    | [ 188 ]         |
| 2016 | Vedette          | Dream and Reality                       | Vietnam International Fashion Week               | Devon Nguyễn                                       | [ 189 ]         |
| 2016 | Vedette          | Marble                                  | Vietnam International Fashion Week               | Hiệu IVY Moda                                      |                 |
| 2016 | Vedette          | Duyên                                   | Vietnam International Fashion Week Spring/Summer | Hoàng Quyên (Tiny Ink)                             | [ 190 ]         |
| 2016 | Vedette          | The Little Black Dress                  | DMC Fall/Winter                                  | Đỗ Mạnh Cường                                      |                 |
| 2016 | Vedette          | Tung Vu Collection                      | Vision Steps of Glory                            | Tùng Vũ                                            |                 |
| 2016 | Vedette          | Ha Nhat Tien Collection                 | Vision Steps of Glory                            | Hà Nhật Tiến                                       |                 |
| 2017 | Vedette          | Gem Girls                               | Vision Steps of Glory                            | Vincent Doan                                       |                 |
| 2017 | Vedette          | Sense of Speed                          | Vision Steps of Glory                            | Kelly Bui                                          |                 |
| 2017 | Vedette          | Xuyên không                             | Vision Steps of Glory                            | Vân Anh Scarlett                                   |                 |
| 2017 | Vedette          | An Nhien Collection                     | Vision Steps of Glory                            | An Nhiên                                           |                 |
| 2017 | Vedette          | Ha Duy Collection                       | Vision Steps of Glory                            | Hà Duy                                             |                 |
| 2017 | Vedette          | Claret Collection                       | Vision Steps of Glory                            | Claret Giang Lê                                    |                 |
| 2017 | Vedette          | Muse Garden                             | Vision Steps of Glory                            | Nguyễn Minh Công                                   |                 |
| 2017 | Vedette          | Self Portrait                           | IVY Moda Fall/Winter                             | Hiệu IVY Moda                                      |                 |
| 2017 | Model            | Mark Fast Collection                    | London Fashion Week                              | Mark Fast                                          |                 |
| 2017 | Model            | Felix Bendish Collection                | London Fashion Week                              | Felix Bendish (House of MEA)                       |                 |
| 2017 | Model            | Palmer Harding Collection               | London Fashion Week                              | Palmer Harding                                     |                 |
| 2017 | Model            | Jakubowski Collection                   | London Fashion Week                              | Markta Jakubowski                                  |                 |
| 2017 | First face       | Lama Jouni Collection                   | London Fashion Week                              | Lama Jouni                                         |                 |
| 2018 | First face       | Greencode                               | Walk to the Sky                                  | Lê Thanh Hòa                                       | [ 191 ]         |
| 2018 | First face       | Coco yêu dấu                            | Vietnam International Fashion week Spring/summer | Nguyễn Công Trí                                    | [ 192 ]         |
| 2018 | Vedette          | Lovely Coco                             | Vietnam International Fashion Week Spring/Summer | Maison Gattinoni                                   | [ 193 ]         |
| 2018 | Vedette          | Color Block                             | Asian Kids Fashion Show                          | Thanh Huỳnh                                        | [ 194 ]         |
| 2019 | Vedette          | Pure                                    | Fashion Voyage                                   | Hoàng Minh Hà                                      | [ 195 ]         |
| 2018 | Vedette          | I am what I am                          | Chung Thanh Phong x IAM Cosmetics Show           | Chung Thanh Phong                                  | [ 196 ]         |
| 2019 | Vedette          | I am sunny                              | Chung Thanh Phong Pre-Fall Fashion Show          | Chung Thanh Phong                                  | [ 197 ]         |
| 2019 | First Face       | I am sunny                              | Chung Thanh Phong Pre-Fall Fashion Show          | Chung Thanh Phong                                  | [ 198 ]         |
| 2019 | First Face       | Cruise                                  | Fashion Voyage                                   | Lâm Gia Khang                                      | [ 199 ]         |
| 2019 | First Face       | Come Home                               | Vietnam International Fashion Week Fall/Winter   | Hoàng Hải                                          | [ 200 ]         |
| 2020 | First Face       | Dear My Princess                        | Elle Wedding Art Gallery                         | Chung Thanh Phong                                  | [ 201 ]         |
| 2020 | First Face       | Kiss from the Cloud                     | Elle Wedding Art Gallery                         | Phạm Đăng Anh Thư                                  | [ 202 ]         |
| 2020 | Vedette          | Tung Vu Couture                         | Pink Garden Fashion Show                         | Tùng Vũ                                            | [ 203 ]         |
| 2020 | Vedette          | Giấc mơ thiên thần                      | Dorii Fashion Week Spring/Summer                 | Tạ Linh Nhân                                       | [ 204 ]         |
| 2020 | Vedette          | Hạt nắng                                | Lễ hội Văn hoá Thổ cẩm Việt Nam lần thứ hai      | Lý Quí Khánh                                       | [ 205 ]         |
| 2020 | Vedette          | Nhớ Hà Nội                              | Hoang Hai Fashion Show                           | Hoàng Hải                                          | [ 206 ]         |
| 2020 | Vedette          | Fairytale Garden                        | Vietnam International Fashion Festival           | Tùng Vũ                                            | [ 207 ]         |
| 2021 | First Face       | 11 Km                                   | Fashion Voyage 3                                 | Võ Công Khanh                                      | [ 208 ]         |
| 2021 | Vedette          | Chasing the Sun                         | Fashion Voyage 3                                 | Nguyễn Trường Giang                                | [ 209 ]         |
| 2021 | Vedette          | Tuyệt tác giấu kín Mortlach             | Hoang Hai Fashion Show                           | Hoàng Hải                                          | [ 210 ]         |
| 2021 | Vedette          | Flourish 18                             | IVY MODA Xuân Hè                                 | Hoàng Minh Ngọc                                    | [ 211 ]         |
| 2021 | Vedette          | Biển cả và rừng xanh                    | Queen and Princess                               | Lý Quí Khánh                                       | [ 212 ]         |
| 2021 | Vedette          | CTP No 1                                | Tiktok Fashup Gala Night                         | Chung Thanh Phong                                  | [ 213 ]         |
| 2021 | Vedette          | BST Xuân Hè 2022                        | Cong Tri Fashion Show                            | Nguyễn Công Trí                                    | [ 214 ]         |
| 2021 | Vedette          | The Lady In Red                         | Vietnam International Fashion Festival 2021      | Hà Linh Thư                                        | [ 215 ]         |
| 2021 | First Face       | Reborn                                  | Aquafina Vietnam International Fashion Week 2021 | Hoàng Hải                                          | [ 216 ]         |
| 2021 | First Face       | Mellow - Chuếnh Choáng                  | Vietnam International Fashion Festival 2021      | Hoàng Minh Hà                                      |                 |
| 2022 | Vedette          |                                         | Dorii Fashion Week                               | Tạ Linh Nhân                                       |                 |
| 2022 | Vedette          |                                         | Thiên đường giấc mơ 2                            | Trinh Châu                                         |                 |
| 2022 | Vedette          |                                         | Áo dài qua miền di sản Phú Yên                   | Trung Đinh                                         |                 |
| 2022 | First Face       | Bướm Hoang                              | VIFW 2022                                        | Hoàng Hải                                          |                 |
| 2022 | Vedette          |                                         | My Dream Fashion Show                            | Trinh Châu                                         |                 |
| 2022 | Vedette          | My Dream                                | My Dream Fashion Show                            | Kelbin Phạm                                        |                 |
| 2022 | Vedette          |                                         | VietNam Wedding Expo 2022                        | Trần Thanh Mẫn                                     |                 |
| 2022 | Vedette          |                                         | Halloween party fashion show                     | Ruby Trần                                          |                 |
| 2023 | First Face       | D'Fleur                                 | Viet Nam International Fashion Week 2023         | MELYA                                              |                 |
| 2023 | Vedette          |                                         | Nhạc hội tận hưởng mùa hè 2023                   | Châu Loan                                          |                 |
| 2023 | Vedette          |                                         | Summer Fashion show 2                            | Ruby Trần                                          |                 |
| 2023 | Vedette          |                                         | Summer Fashion show 2                            | Thanh Hằng                                         |                 |
| 2023 | Vedette          | Hồi sinh                                | White fashion show                               | Na Phạm                                            |                 |
| 2023 | Vedette          |                                         | White fashion show                               | Châu Đại Hải                                       |                 |
| 2023 | first act ending | Spring-summer 2024                      | CONG TRI Fashion show                            | Nguyễn Công Trí                                    |                 |
| 2023 | First Face       | Điêu Khắc                               | ELLE Fashion Show 2023                           | Lưu Việt Anh                                       |                 |
| 2023 | Vedette          | Sparkling                               | Duc Vince Fashion show                           | Duc Vince                                          |                 |
| 2024 | First Face       |                                         | Viet Nam Future Runway                           | Van Anh Scarlet                                    |                 |
| 2024 | Vedette          |                                         | A BEAUTIFUL LIFE                                 | VUNGOC&SON                                         |                 |
| 2024 | Vedette          |                                         | Lemino Fashion Show                              | Hà Duy                                             |                 |
| 2024 | Vedette          |                                         | L Seoul Fashion Show                             | L Seoul                                            |                 |
| 2024 | Vedette          |                                         | Vietnam Equestrian Odyssey                       | Ngọc Anh Sally                                     |                 |
| 2024 | Vedette          | Infinity                                | Ocean Runway                                     | Châu Đại Hải                                       |                 |
| 2024 | Vedette          | Khải Hoàn                               | Ocean Runway                                     | Lê Hữu Nhân                                        |                 |
| 2024 | Vedette          |                                         | Tôn vinh bản sắc Việt-Dấu ấn Lạng Sơn            | Phạm Gia Hưng                                      |                 |
| 2024 | Vedette          |                                         | Tôn vinh bản sắc Việt-Dấu ấn Lạng Sơn            | Ruby Phạm                                          |                 |
| 2024 | Vedette          |                                         | Hơi thở LangBiang                                | Bigally                                            |                 |
| 2024 | Vedette          |                                         | Hương sắc Cao Nguyên                             | Bigally                                            |                 |
| 2024 | First Face       |                                         | I Dreamed a dream                                | Chung Thanh Phong                                  |                 |
| 2024 | Vedette          |                                         | L&G Fashion show                                 | Châu Đại Hải                                       |                 |
| 2024 | Vedette          |                                         | VietNam international Sea Festival               | Lê Hữu Nhân                                        |                 |
| 2024 | Vedette          |                                         | VietNam International Sea Festival               | Châu Đại Hải                                       |                 |
| 2024 | Vedette          | Đêm hội Long Thành                      | Áo dài di sản Việt Nam 2024                      | Dũng Nguyễn                                        |                 |
| 2024 | Vedette          | Hoa Nâu                                 | Người gốm kể chuyện xóm lò                       | Bigally                                            |                 |
| 2024 | First Face       | Dấu gốm vàng son                        | Người gốm kể chuyện xóm lò                       | Bigally                                            |                 |
| 2024 | Vedette          | Dòng chảy của nước                      | Viet Nam International Fashion Week 2024         | Vương Khang                                        |                 |
| 2024 | First Face       | Thu cuối                                | Viet Nam International Fashion Week 2024         | Hoàng Hải                                          |                 |
| 2024 | Vedette          |                                         | Bế mạc Festival Hoa Đà Lạt                       | Bigally                                            |                 |
| 2025 | Vedette          |                                         | Hỷ Sắc Lạc Hồng                                  | Bigally                                            |                 |
| 2025 | Vedette          |                                         | Lunar Fashion show                               | Châu Đại Hải                                       |                 |
| 2025 | Vedette          |                                         | Lễ khánh thành nhà máy Thái Tuấn                 | Nguyễn Việt Hùng                                   |                 |
| 2025 | Vedette          |                                         | Malaysia Bridal Fashion Week                     | Chung Thanh Phong                                  |                 |

## Danh sách chương trình truyền hình
| Năm  | Chương trình                       | Tập                | Vai trò                    | Phát sóng trên | Ref               |
| ---- | ---------------------------------- | ------------------ | -------------------------- | -------------- | ----------------- |
| 2011 | Vietnam's Next Top Model           |                    | Thí sinh                   | VTV3           | [ 217 ]           |
| 2012 | Xone FM: My Playlist               |                    | Khách mời                  | VOV            | [ 218 ]           |
| 2012 | Về trường                          |                    | Khách mời                  | HTV7           | [ 219 ]           |
| 2012 | Chuyên cơ số 6                     |                    | Khách mời                  | VTV3           |                   |
| 2013 | Lữ khách 24h                       |                    | Người chơi                 | HTV7           |                   |
| 2014 | Ghế không tựa                      |                    | Khách mời                  | VTV6           | [ 220 ]           |
| 2014 | London Fashion                     |                    | Người mẫu                  | FTV (World)    | [ 37 ]            |
| 2014 | Fashionista Vietnam                |                    | Giám khảo khách mời        | VTV3           | [ 221 ]           |
| 2014 | Hoa khôi Áo dài Việt Nam           | Tập 75 (Chung kết) | Khách mời                  | VTV3 VTV6      |                   |
| 2015 | Thiên đường ẩm thực                | Tập 04             | Người chơi                 | HTV7           | [ cần dẫn nguồn ] |
| 2015 | Tuyệt đỉnh giác quan               | Tập 07             | Người chơi                 | THVL1          | [ 222 ]           |
| 2015 | Vietnam's Next Top Model           | Tập 01             | Giám khảo khách mời        | VTV3           | [ 223 ]           |
| 2016 | Vietnam's Next Top Model           | Tập 08             | Giám khảo khách mời        | VTV3           | [ 224 ]           |
| 2017 | The Face Vietnam                   | Tất cả             | Huấn luyện viên            | VTV3           | [ 225 ]           |
| 2017 | I am Miss Universe Vietnam 2017    | Tất cả             | Thí sinh                   | VTV9           | [ cần dẫn nguồn ] |
| 2018 | Việt Nam tươi đẹp                  | Tập 96             | Khách mời                  | HTV9           | [ 226 ]           |
| 2018 | Việt Nam tươi đẹp                  | Tập 97             | Khách mời                  | HTV9           | [ 226 ]           |
| 2018 | Việt Nam tươi đẹp                  | Tập 98             | Khách mời                  | HTV9           | [ 226 ]           |
| 2018 | Quý ông đại chiến (mùa 1)          | Tập 03             | Khách mời                  | VTV3           | [ cần dẫn nguồn ] |
| 2018 | Quý ông đại chiến (mùa 1)          | Tập 08             | Khách mời                  | VTV3           | [ 227 ]           |
| 2018 | Kẻ thách thức (mùa 1)              | Tập 02             | Người chơi                 | THVL1          | [ 228 ]           |
| 2018 | Người bí ẩn (mùa 5)                | Tập 06             | Người chơi                 | HTV7           | [ cần dẫn nguồn ] |
| 2018 | Ca sĩ bí ẩn                        | Tập 11             | Người chơi                 | HTV7           | [ 229 ]           |
| 2018 | Giọng ải giọng ai (mùa 3)          | Tập 07             | Khách mời                  | HTV7           | [ 230 ]           |
| 2019 | Người ấy là ai                     | Tập 10             | Khách mời                  | HTV2           | [ 231 ]           |
| 2019 | School Tour 2019                   |                    | Diễn giả                   | VTV7           | [ 232 ]           |
| 2019 | I am Miss Universe Vietnam 2019    |                    | Giám khảo                  | VTV9           | [ 233 ]           |
| 2019 | Road to Miss Universe 2019         |                    | Miss Universe Vietnam 2019 | Youtube        | [ 234 ]           |
| 2020 | Sóng Hè 2020                       |                    | Tham dự                    | VieOn          | [ 235 ]           |
| 2020 | Siêu mẫu nhí (19 tháng 6)          |                    | Giám khảo khách mời        | VTV3           | [ 236 ]           |
| 2020 | Nhà thiết kế tương lai nhí (mùa 1) | Tập 16             | Giám khảo khách mời        | VTV3           | [ 237 ]           |
| 2020 | Tường lửa (mùa 2)                  | Tập 05             | Người chơi                 | VTV3           | [ 238 ]           |
| 2020 | Giọng ải giọng ai (mùa 5)          | Tập 01             | Khách mời                  | HTV7           | [ 239 ]           |
| 2020 | Đại sứ hoàn mỹ                     | Tất cả             | Huấn luyện viên            | Youtube        | [ 240 ]           |
| 2021 | Vietnam Why Not                    | Tập 08             | Khách mời                  | VTV9           | [ 241 ]           |
| 2021 | Nhập gia tùy tục                   | Tập 12             | Khách mời                  | VTV3           |                   |
| 2022 | Trời sinh một cặp                  |                    | Thí sinh                   | VTV3           |                   |